# Pisang Jaya
Pisang Jaya is een bestuurslaag in het regentschap Ogan Komering Ulu van de provincie Zuid-Sumatra, Indonesië. Pisang Jaya telt 951 inwoners (volkstelling 2010).